# Iglesia de San Pablo (Valladolid)

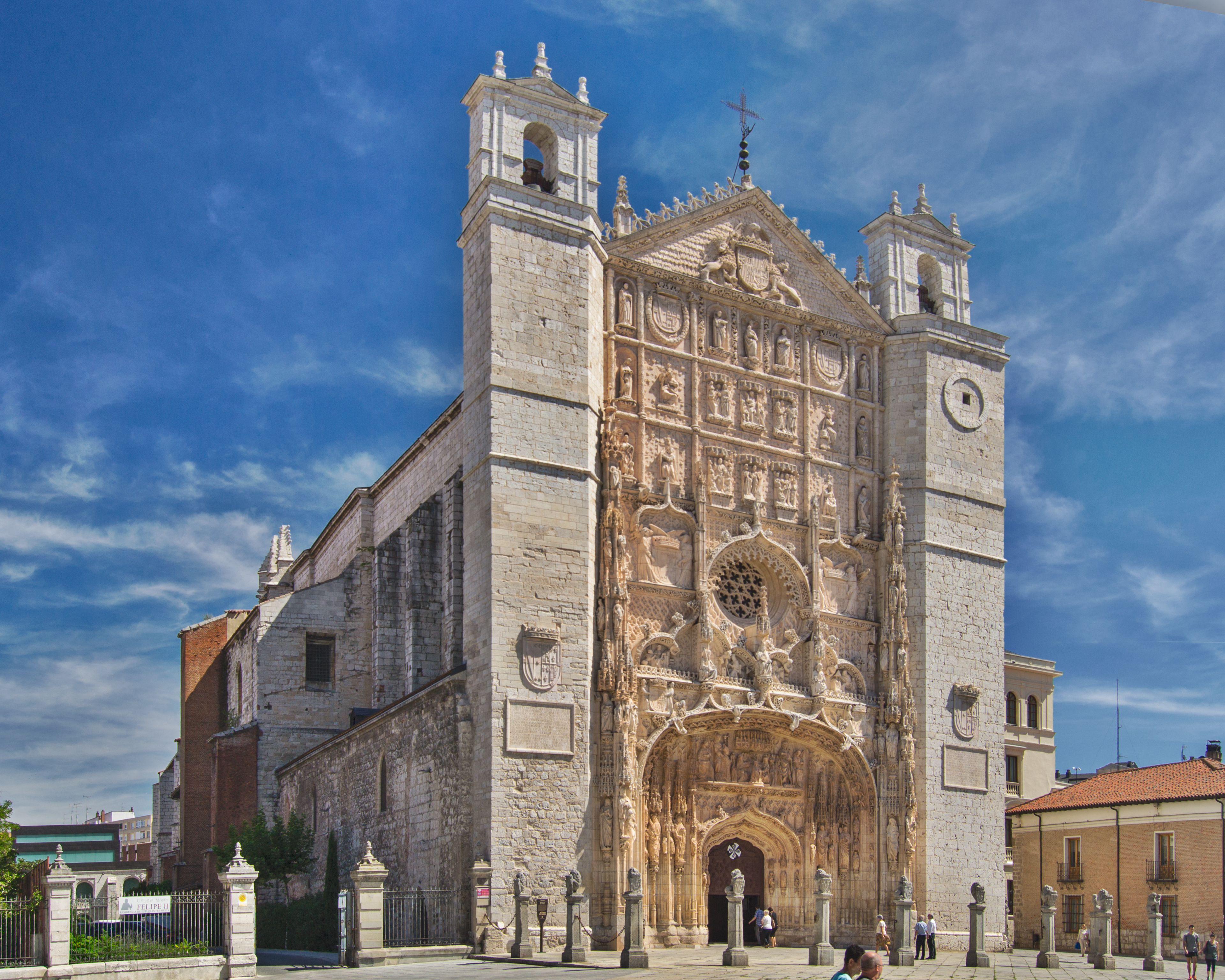
San Pablo in Valladolid

Die Iglesia Conventual de San Pablo (Konventskirche des hl. Paulus) in Valladolid ist eine sehr repräsentative spanische Kirche im Stadtzentrum. Davor liegt der Platz San Pablo, daneben stehen der Königspalast und der Palacio de Pimentel, die königlichen Gebäude. In der Nähe liegt das Hauptgebäude der alten Universität Valladolid. Weiter ist dort das früher zugehörige Colegio de San Gregorio mit dem heutigen Museo Nacional de Escultura, 1445 bis 1616 als Kolleggebäude für den Dominikanerorden gebaut.

## Geschichte

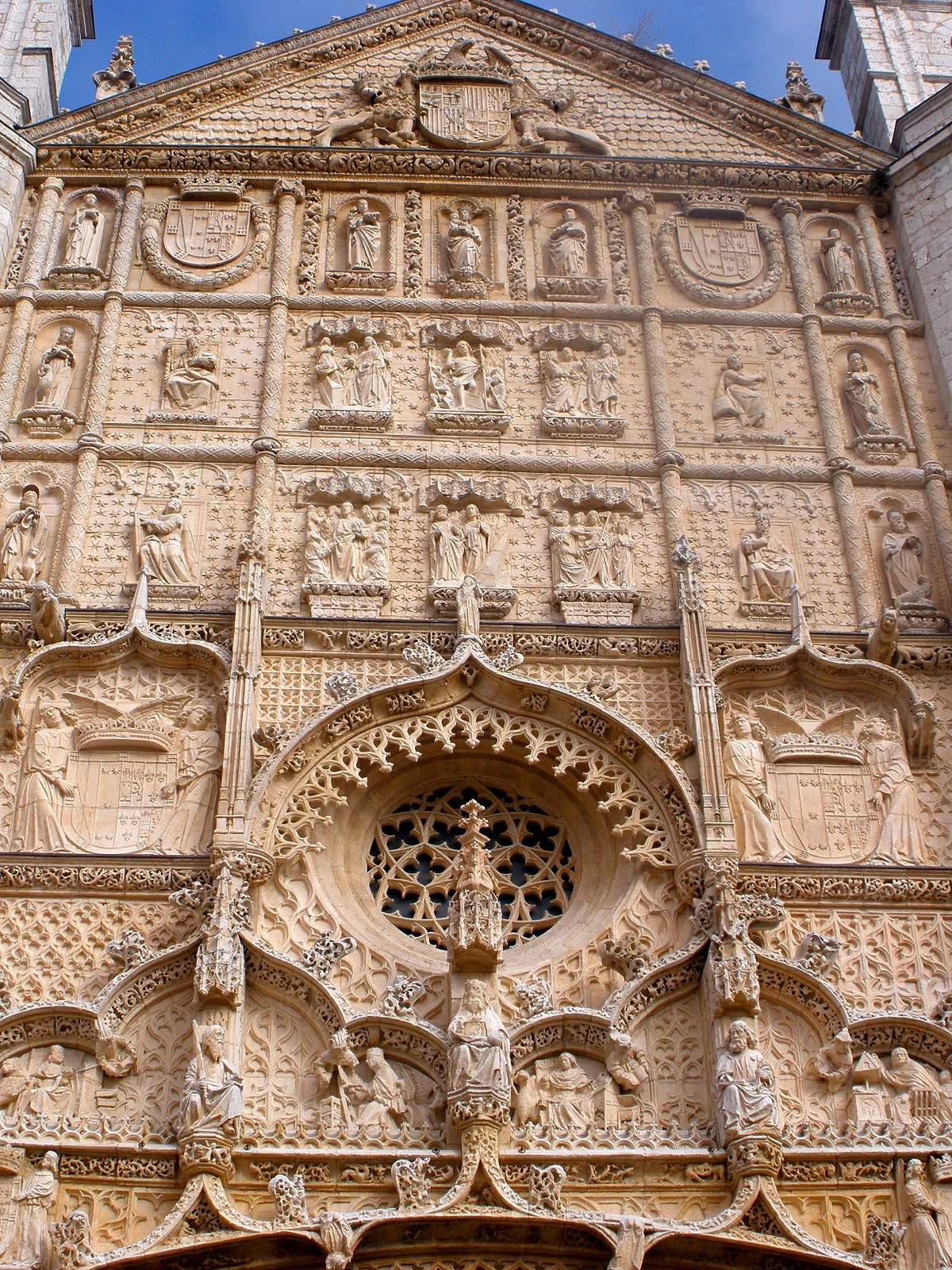
Fassade

Der Konvent des hl. Paulus wurde 1276 durch Violante von Aragón gegründet, Tochter der Königin Violante von Ungarn. Zugleich entstand eine Kollegiatkirche. Zu dieser Zeit war Valladolid die Hauptstand von Kastilien und León bis 1601. Zwischen 1445 und 1468 hat der Dominikaner und spätere Kardinal Juan de Torquemada, Onkel des Generalinquisitors Tomás de Torquemada, der im Kloster zur Schule gegangen war, die Mittel für einen neuen und größeren Kirchenbau gegeben. Seine Nachfolger setzten ihn bis zu seiner Fertigstellung 1616 fort, darunter der Beichtvater Kaiser Karls V., Kardinal García Loaysa. Der Mittelteil der Fassade wurde von Simon von Köln († 1511) mitgestaltet und gilt als Meisterwerk des spätgotischen Isabellinischen Stils.
In dieser Kirche wurden die spanischen Könige Philipp II. und Philipp IV. getauft. Napoleon I. war hier im Januar 1809 zu Gast. Napoleons Truppen profanierten die Kirche 1809, wonach sich ihr Zustand im 19. Jh. ständig verschlechterte. Ein Brand 1968 tat das Übrige. Seitdem wird die Kirche aber ständig und schrittweise restauriert.

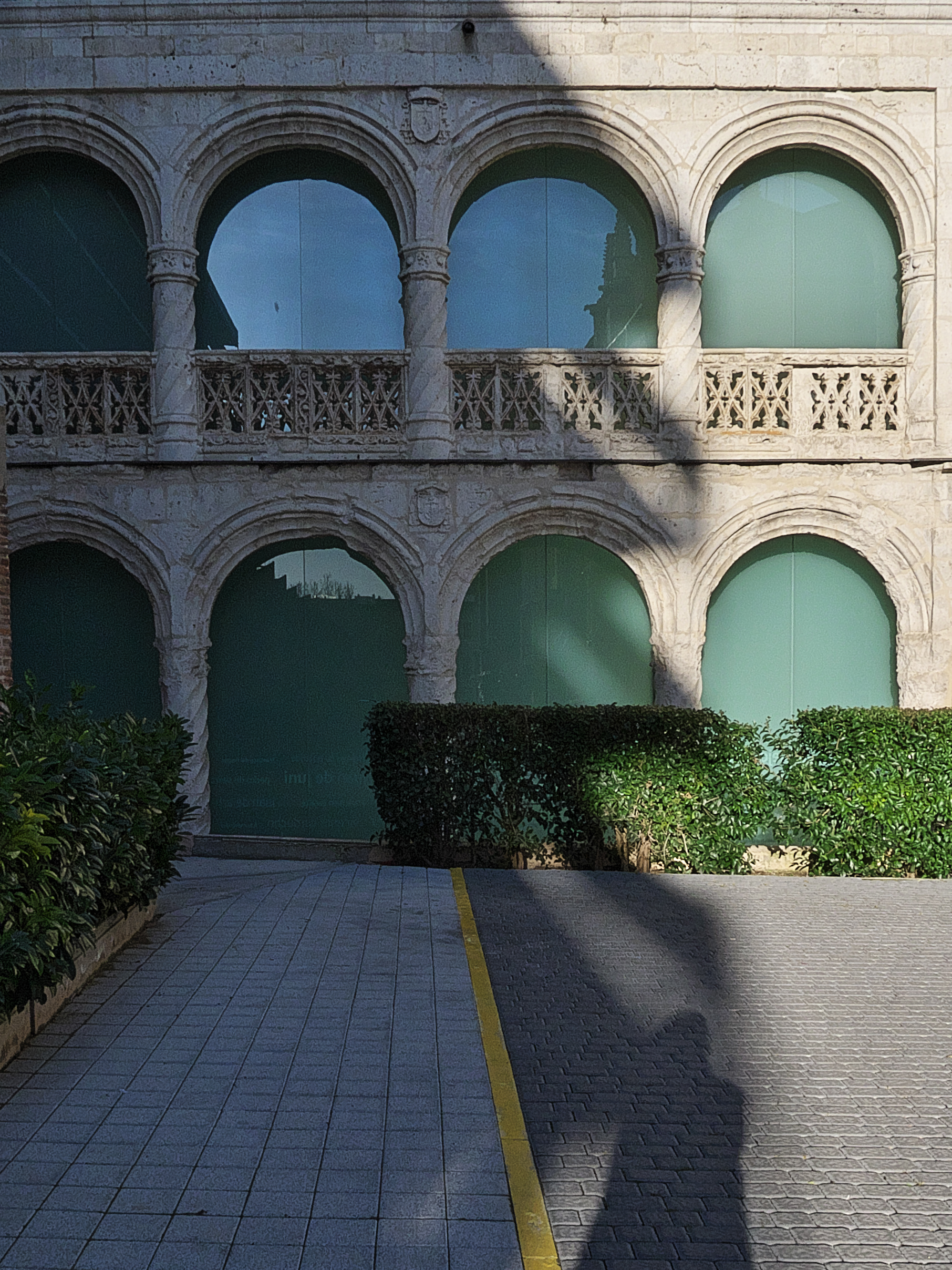
Konventsgebäude

## Inneres und Fassade

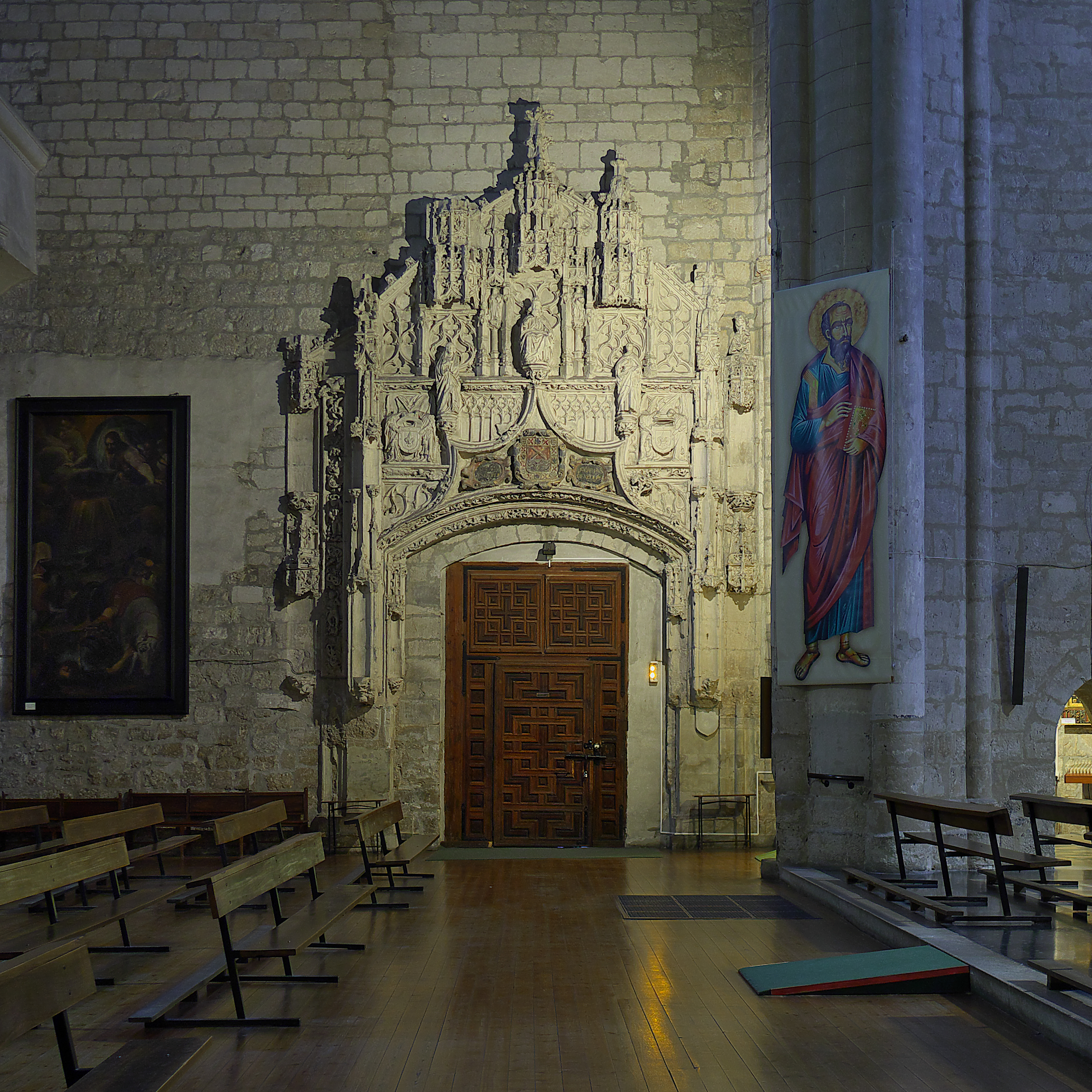
Portada del Evangelio (zur Kreuzkapelle)

Typisch für den spätgotischen Stil hat die Kirche nur ein Schiff mit Seitenkapellen zwischen dem Strebewerk, mit einem angehobenen Chor und Seitenschiff. An dessen Enden sind zwei Steinportale aus der Werkstatt des Simon von Köln (um 1490), das linke zur Kreuzkapelle, die rechte Portada de San Gregorio zur Grabkapelle des Förderers Bischof Alonso de Burgos. 
Auch die Fassade hat Simon von Köln um 1500 gestaltet. Es gibt einen ersten Abschnitt bis zur Spitze der zentralen Fensterrose mit vielen Wasserspeiern. Das Eingangsportal wird von einem weiten Bogen umgeben, in dem sich ein Relief mit der Krönung Mariens in Gegenwart von Bischof Alonso von Burgos zeigt.
Der zweite obere Teil der Fassade zeigt rechteckige Felder bis zum Tympanon im Giebel. Zur Dekoration dienen verschiedene gotische Skulpturen und Elemente, die aus der Renovierung durch den Herzog von Lerma stammen, wodurch auch die beiden Seitentürme entstanden. Er übernahm die Kosten als neuer Kirchenpatron nach dem Umzug der Hauptstadt nach Madrid 1601. Die Sterne im Hintergrund beziehen sich auf den Waffenrock der Familie Sandoval y Rojas des Herzogs, der auch in der Kirche begraben ist.
Das Innere weist zwei Apsiskapellen auf, wo das Gemälde Dominikus Guzmán und die Skulptur Christus Yacente (beide von Gregorio Fernández) zu sehen sind.